# Otros satélites naturales de la Tierra

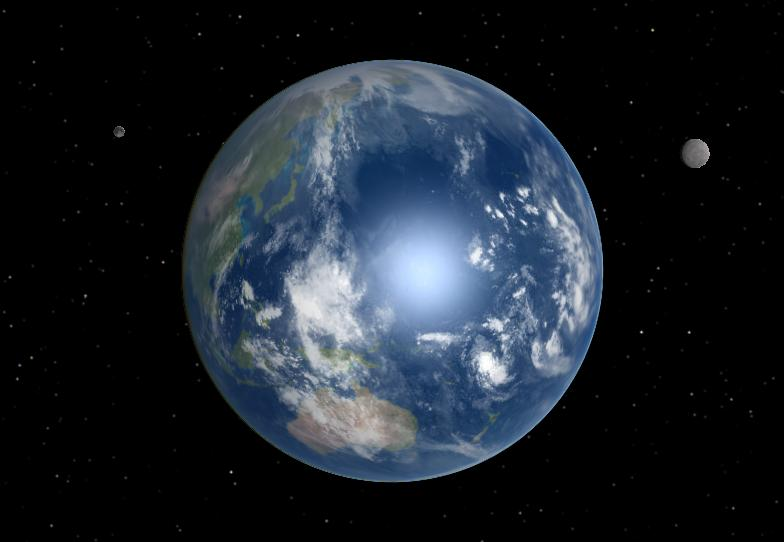
La Tierra con dos lunas.

Los otros satélites naturales de la Tierra son aquellos satélites naturales diferentes a la Luna que presuntamente orbitan la Tierra. Durante varias décadas se han propuesto varios candidatos, pero se han descartado todos ellos. La Luna es, de momento, el único cuerpo astronómico conocido como satélite natural de la Tierra.
Durante siglos XIX y XX algunos astrónomos propusieron honestamente algunos objetos espaciales como candidatos para una «segunda luna» para la Tierra; sin embargo, también se realizaron propuestas sin base científica y algún que otro fraude. Todos los casos, los honestos y los fraudulentos, fueron finalmente descartados.
A pesar de que la Luna es el único satélite natural conocido de la Tierra, hay una serie de objetos cercanos a la Tierra, con órbitas que se encuentran en resonancia con la Tierra. Estos pueden ser confundidos con satélites naturales y a veces podría referirse a ellos como "segundas lunas". Cuasisatélites, como (3753) Cruithne, orbitan al Sol en resonancia 1:1 con la Tierra y parecen orbitar la Tierra a partir de un marco de referencia extrusionador. Troyanos de la Tierra, como 2010 TK7, siguen el mismo camino orbital de la Tierra, ya sea antes o después, en las proximidades de la Tierra y el Sol, en los puntos 4 y 5 punto de Lagrange. Los objetos pequeños en órbita alrededor del Sol también pueden caer temporalmente en órbitas alrededor de la Tierra, convirtiéndose en "satélites" de carácter temporal.
Ha habido grandes búsquedas genéricas de lunas pequeñas, las propuestas reales o avistamientos de objetos específicos reclamados en órbita y, por último, el análisis y búsquedas de los objetivos propuestos. Ninguno de estos casos han podido confirmarse como satélite natural permanente.

## La luna de Petit
La primera afirmación fundamental de otra luna de la Tierra fue hecha por el astrónomo francés Frédéric Petit, director del Observatorio de Toulouse, quien en 1846 anunció que había descubierto una segunda luna en una órbita elíptica alrededor de la Tierra. Se alegó que se informó por Lebon y Dassier también en Toulouse, y Lariviere en Observatorio Artenac, durante la tarde del 21 de marzo de 1846. Petit propuso que esta segunda luna tenía una órbita elíptica, un período de 2 horas y 44 minutos, con 3570 km de apogeo y  11,4 km de perigeo. Esta teoría fue desestimada. Los 11,4 km de perigeo son similares a la altitud de crucero de la mayoría de los aviones modernos. Petit publicó otro artículo sobre sus observaciones de 1846, 15 años después (1861), basando la existencia de la segunda luna sobre las perturbaciones en los movimientos de la luna ya existente. La hipótesis de la segunda luna no se confirmó tampoco.

## Lunas de Waltemath
En 1898 en Hamburgo el científico Dr. Georg Waltemath anunció que había localizado un sistema de pequeñas lunas que orbitaban la Tierra. Había comenzado su búsqueda de las lunas secundarias sobre la base de la hipótesis de que algo estaba por la gravedad que afecta a la órbita de la Luna.
Waltemath describe una de las lunas propuestas a 1.030.000 km de la Tierra, con un diámetro de 700 km, una órbita de 119 días, y 177 días de periódico sinódico. También dijo que no reflejaba la luz del sol lo suficiente como para ser observado sin telescopio, a no ser vistos en determinados momentos, e hizo varias predicciones en cuanto a sus apariciones. "A veces, brilla en la noche como el sol, pero sólo por una hora o algo así." Sin embargo, tras el fracaso de una observación de lunas en colaboración con Waltemath por parte de la comunidad científica, estos objetos fueron desacreditados. Especialmente problemática fue una predicción en la que no se observó en febrero de 1898. La propuesta de Waltemath de más lunas, de acuerdo con una mención en agosto de 1898 cuestiona a Science. La tercera luna estaba más cerca que la primera, 746 km de diámetro, y la llamó "Wahrhafter Wetter-und Mond Imán".

## Otras hipótesis
En 1918, el astrólogo Walter Gornold, también conocido como Sepharial, afirmó haber confirmado la existencia de la luna de Waltemath. Él la nombró Lilith. Sepharial afirmó que Lilith era una luna oscura invisible en la mayoría de las veces, pero afirmó que la vio a su paso por delante del Sol.
En 1926 la revista científica Die Sterne, publicó los resultados del astrónomo aficionado alemán W. Spill, que afirmó haber visto con éxito una segunda luna orbitando la Tierra.
A finales de los años 1960 Juan Bargby dijo haber observado alrededor de diez pequeños satélites naturales de la Tierra, pero esto nunca fue confirmado.
En 2011, los científicos planetarios Erik Asphaug y Jutzi Martín propusieron un modelo en el que una segunda luna habría existido en el pasado, cuando la Luna se estaba formando alrededor de la Tierra después del gran impacto, y más tarde se estrelló en la Luna.

## Encuestas generales
William Henry Pickering (1858–1938) estudió la posibilidad de una segunda luna e hizo una búsqueda general de descartar la posibilidad de muchos tipos de objetos antes de 1903. Su artículo de 1922 "Un satélite de meteoritos" en  Popular Astronomy estimuló el aumento de búsquedas para los pequeños satélites naturales por parte de los astrónomos aficionados. Pickering también postuló que la Luna se había desprendido de la Tierra.
Después de descubrir Plutón, la Oficina de Investigación de la artillería del Ejército de los Estados Unidos   encargó a Clyde Tombaugh buscar asteroides cercanos a la Tierra. El Ejército emitió un comunicado público en marzo de 1954 para explicar el motivo de esta encuesta. Sin embargo, de acuerdo con Donald Keyhoe, más tarde el director del Comité Nacional de Investigaciones de Fenómenos Aéreos (NICAP), la verdadera razón de la búsqueda súbita se debió a dos objetos cercanos a la Tierra que habían sido recogidos en el nuevo radar a mediados de 1953, de acuerdo con fuentes del Pentágono. Keyhoe declaró en mayo de 1954 que la búsqueda había sido un éxito, y uno o dos objetos se había encontrado. Sin embargo, la historia realmente no descansó hasta el 23 de agosto de ese año, cuando la revista  Aviation Week, dijo que sólo se había encontrado dos satélites naturales de 400 y 600 kilómetros. Sin embargo, Tombaugh emitió desmentidos públicos que cualquier cosa que se habían encontrado. El informe de octubre de 1955 en la edición de Popular Mechanics, informó la revista:

El profesor Tombaugh mantiene silencio acerca de sus resultados. No va a decir si los pequeños satélites naturales han sido descubiertos o no. Él dice, sin embargo, que los informes periódicos de hace 18 meses anunciando el descubrimiento de los satélites naturales en 400 y 600 km no son correctos. Añade que no hay conexión entre el programa de búsqueda y los informes de los llamados platillos voladores.

En una conferencia de meteoros de 1957 en Los Ángeles, Tombaugh reiteró que sus cuatro años de búsqueda de satélites naturales no habían tenido éxito. En 1959, Tombaugh emitió un informe final que indica que no se había encontrado nada en su búsqueda.

## Cuasisatélites y troyanos

La órbita de la Tierra y el cuasisatélite Cruithne

Observado desde la Tierra, Cruithne parece orbitar a un punto fuera de ella.

Aunque no hay otras lunas de la Tierra que se hayan encontrado hasta la fecha, hay varios tipos de Objetos cercanos a la Tierra en resonancia 1:1 con ella, lo que se conoce como cuasisatélites. Los cuasisatélites orbitan alrededor del Sol desde la misma distancia que el planeta. Sus órbitas son inestables, y con el tiempo pueden acabar situándose en otras resonancias, o ser expulsados de sus órbitas durante miles de años. Dentro de este grupo de cuasisatélites de la Tierra se incluyen (419624) 2010 SO16, 2002 AA29 y (3753) Cruithne. Cruithne, fue descubierto en 1986, orbitando alrededor del Sol en una órbita elíptica, aunque parece tener una órbita de herradura cuando se ve desde la Tierra. Cruithne ha sido bautizada como "La segunda luna de la Tierra".
La diferencia clave entre un satélite y un cuasisatélite es que la órbita de un satélite natural de la tierra es fundamentalmente dependiente de la gravedad del sistema Tierra-Luna, mientras que la órbita de un cuasisatélite insignificante podría cambiar si la Tierra y la Luna se retiraran pronto ya que un cuasisatélite está en órbita alrededor del Sol en una órbita similar a la Tierra en las proximidades de ésta.
La Tierra posee un conocido asteroide troyano, un pequeño cuerpo atrapado gravitacionalmente estable en el punto de Lagrange es L4. El objeto, 2010 CT7 es de aproximadamente 300 metros de longitud. Al igual que los cuasisatélites, orbita el Sol en una resonancia 1:1 con la Tierra, en vez de a la Tierra en sí misma.

## Satélites temporales

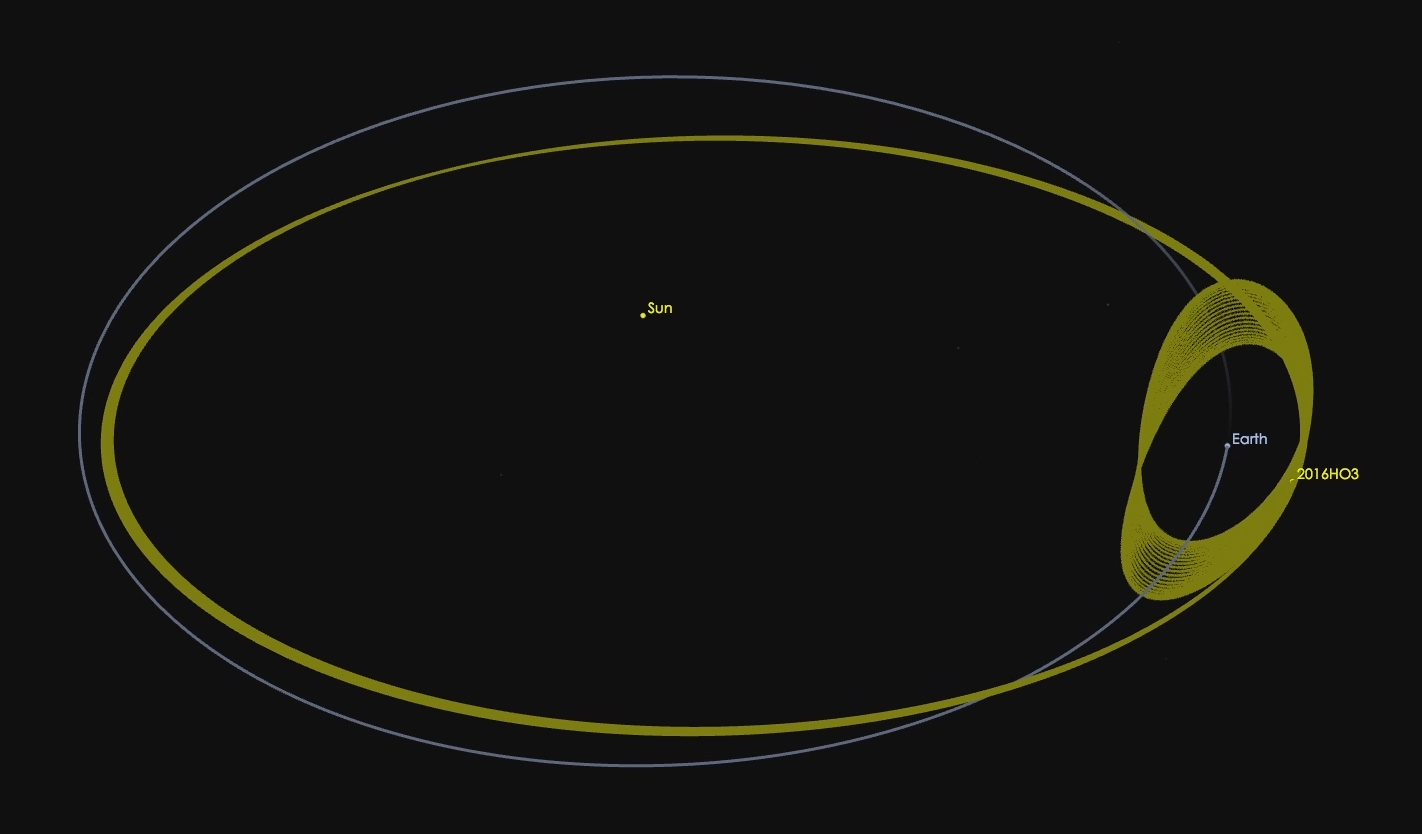
Órbita de 2016HO3

El 14 de septiembre de 2006, un objeto estimado en cinco metros de diámetro fue descubierto en órbita casi polar alrededor de la Tierra. Originalmente pensado para ser una tercera etapa de la Saturno S-IVB de refuerzo a la Apolo 12, se determinó que más tarde sería un asteroide y que se denominan 2006 RH120. El asteroide volvió a entrar en la órbita solar, después de trece meses y se espera que regrese a la órbita de la Tierra en 21 años. El 15 de junio de 2016 la NASA anunció la presencia de un nuevo objeto posicionado en una órbita temporal que lo lleva a moverse a una distancia entre treinta y ocho y cien veces más lejos que la luna. El 2016 HO3, como ha sido denominado, mide unos cuarenta por cien metros y se calcula que entró en órbita terrestre hace aproximadamente cien años y continuará en ella un número indeterminado de siglos más.
Los modelos de ordenador de los astrofísicos Mikael Granvik, Vaubaillon Jeremie, y Robert Jedicke de la Universidad de Cornell sugieren que estos satélites "temporales" debe ser bastante comunes, y que "En un momento dado, debe haber al menos un satélite natural de la Tierra de 1 metro de diámetro que la orbita." Tales objetos, que permanecen en órbita durante diez meses en promedio antes de regresar a la órbita solar, serían objetivos relativamente fáciles para la exploraciones espaciales tripuladas.
La mención más antigua conocida en la literatura científica de un objeto capturado temporalmente orbitando es de Clarence Canto por la procesión Meteor del 9 de febrero de 1913:

"Parece que los cuerpos habían estado viajando por el espacio, probablemente en una órbita alrededor del Sol, y que al llegar cerca de la Tierra fueron capturados rápidamente por ella y hace que se mueva sobre ella como un satélite."

Y más tarde, en 1916, William Frederick Denning conjeturó:

"Los meteoros grandes que pasan a través de América del Norte el 9 de febrero de 1913, presenta algunas características únicas. La duración de su vuelo observada fue de unos 2600 kilómetros, y deben haber estado moviéndose en trayectorias concéntricas o casi concéntricas, con la superficie de la Tierra, por lo que temporalmente se formaron nuevos satélites terrestres."

## Literatura de ficción
- El escritor Julio Verne se enteró en 1861 de la propuesta Petit e hizo uso de la idea en su novela de 1865, Alrededor de la Luna.[4] Esta luna ficticia, sin embargo, no se ajustó exactamente sobre la base de las observaciones de la propuesta de Toulouse o de Petit a nivel técnico, y por lo tanto la órbita sugerida por Verne era matemáticamente incorrecta.[3] Petit murió en 1865, por lo que no vivió para ofrecer una respuesta a la luna de ficción de Julio Verne.[26] La explosiva popularidad del libro de Verne en el siglo XIX provocó que muchos astrónomos aficionados buscasen otras lunas alrededor de la Tierra.
- Eleanor Cameron en  Planeta Champiñón, novelas para niños (a partir del 1954 El maravilloso vuelo al Planeta Seta) se encuentra en una pequeña segunda luna, habitable llamada Basidio en el una órbita invisible a 50.000 kilómetros de la Tierra.
- El 1963 Tom Swift, Jr., en la novela juvenil Tom Swift y los Piratas de asteroides, cuenta con la luna Nestria, también llamada Pequeña Luna, que originalmente era un asteroide y fue trasladado a la órbita de la Tierra a 50.000 kilómetros de altitud. Se alegó que los Estados Unidos y una base de investigación se estableció allí por las empresas Swift.
- Samuel R. Delany en 1975 en su novela Dhalgren, cuenta con una Tierra que, misteriosamente, adquiere una segunda luna.

## Información complementaria
- Research paper describing horseshoe orbits.

- Willy Ley: "Watchers of the Skies", The Viking Press NY,1963,1966,1969
- Carl Sagan, Ann Druyan: "Comet", Michael Joseph Ltd, 1985, ISBN 0-7181-2631-9
- Tom van Flandern: "Dark Matter, Missing Planets & New Comets. Paradoxes resolved, origins illuminated", North Atlantic Books 1993, ISBN 1-55643-155-4
- Joseph Ashbrook: "The Many Moons of Dr Waltemath", Sky and Telescope, Vol 28, Oct 1964, p 218, also on page 97-99 of "The Astronomical Scrapbook" by Joseph Ashbrook, Sky Publ. Corp. 1984, ISBN 0-933346-24-7
- Delphine Jay: "The Lilith Ephemeris", American Federation of Astrologers 1983, ISBN 0-86690-255-4
- William R. Corliss: "Mysterious Universe: A handbook of astronomical anomalies", Sourcebook Project 1979, ISBN 0-915554-05-4, p 146-157 "Other moons of the Earth", p 500-526 "Enigmatic objects"
- Clyde Tombaugh: Discoverer of Planet Pluto, David H. Levy, Sky Publishing Corporation, March 2006
- Richard Baum & William Sheehan: "In Search of Planet Vulcan" Plenum Press, New York, 1997 ISBN 0-306-45567-6, QB605.2.B38